# فهد الكندري
فهد الكندري (28 يونيو 1982 -)، من قارئي القرآن الكريم في الكويت وهو إمام المسجد الكبير في العاصمة أكبر مسجد في الكويت.

## سيرته
اسمه فهد بن سالم بن علي الكندري وبدأ إمامة المصلين منذ كان في الرابعة عشرة من عمره في المسجد المجاور لمنزل والده، ثم ختم القرآن وهو في سن الخامسة عشرة من عمره على يد الشيخ رشاد بن محمد سيد أحمد علام، ثمّ عيّن إمامًا في مسجد العمير في اليرموك منذ سنة 1999 إلى سنة 2001 حيث انتقل إلى مسجد الكليب في منطقة قرطبة ، كما أم المصلين في مسجد محمد بن عبد الوهاب في الدوحة صلاة التهجد في ليالي رمضان أيام 21/ 22 /23 عام 1433 هـ الموافق 2012.
على مستوى التلفزيون، قام فهد الكندري بتقديم برنامج بالقرآن اهتديت، الذي يقابل فيه عدد من المسلمين الذين أشهروا إسلامهم حديثًا يقصون فيه رحلة إسلامهم وأسباب دخولهم الإسلام، وقد تم تصوير هذا البرنامج في كل من بريطانيا وبلجيكا وفرنسا وإسبانيا،، وأيضا قام بتقديم برنامج مسافر مع القرآن، الذي يقدم فيه تفصيلًا شاملًا عن حفظة كتاب الله، وتم تصويره في كل من تركيا ومصر والمغرب وموريتانيا والشيشان وبعض الدول الأخرى، وتدور فكرته حول طرق حفظ القرآن وأسرار تساعد طلبة القرآن على الحفظ والإتقان.
يعد من اثرى الرجال في الكويت بثروة مليار دولار

## البرامج
- مسافر مع القرآن (2012)
- مسافر مع القرآن 2 (2013)
- بالقرآن اهتديت (2014)
- بالقرآن اهتديت 2 (2015)
- بالقرآن اهتديت 3 (2016)
- فسيروا (2017)
- فسيروا 2 (2018)
- فسيروا 3 (2019)
- قدوة (2020)
- وسام القرآن (2021)
- وسام القرآن 2 (2022)
- قدوة 2 (2023)
- مسرى (2024)

## روابط خارجية
- مصحف فهد الكندري في موقع تلفزيون القران
- مصحف فهد الكندري في موقع السبيل
- مصحف فهد الكندري في موقع إسلام ويب
- المصحف المعلم فهد الكندري